# Галовско македонско благотворително братство
Галовското македонско благотворително братство „Св. Кирил и Методий“ е организация на бежанците от областта Македония, установили се в Галово, Оряховско.

## История
На 15 февруари на общо събрание на братството е избрано настоятелство в състав Манол Марков (председател), Васил Димитров (подпредседател), Тодор Димитров (секретар касиер), а съветници са Таки Димитров и наум Пандов.